# 玉屏侗族自治县
玉屏侗族自治县在中华人民共和国贵州省东部、沅水支流舞阳河流域，是铜仁市下属的一个自治县，邻接湖南省。
面积516平方公里，2002年人口14万。邮政编码554000，县政府驻皂角坪街道。
本县特产有乐器“玉屏箫笛”。

## 行政区划
玉屏侗族自治县下辖4个街道办事处、3个镇、1个乡：
平溪街道、皂角坪街道、麻音塘街道、大龙街道、朱家场镇、田坪镇、新店镇和亚鱼乡。

## 交通
- 320国道过境。
- 沪昆铁路：玉屏站